# Metalepta
Metalepta is een geslacht van kevers uit de familie bladkevers (Chrysomelidae).
De wetenschappelijke naam van het geslacht werd in 1861 gepubliceerd door Joseph Sugar Baly.

## Soorten
- Metalepta degandii Baly, 1961
- Metalepta tuberculata Baly, 1861